# Karl Hein (atleet)
Karl Hein (Hamburg, 11 juni 1908 - aldaar, 10 juli 1982) was een Duitse atleet, die was gespecialiseerd in de discipline kogelslingeren. Hij werd olympisch kampioen, Europees kampioen en had enige tijd het wereldrecord in handen in deze discipline.

## Biografie
Karl Hein was als jonge man discuswerper, kogelstoter en meerkamper. In 1934 zag hij een film over de Olympische Spelen van 1932 en was bijzonder onder de indruk van de olympisch kampioen kogelslingeren Pat O'Callaghan. Hij besloot na deze film gezien te hebben, zich alleen nog te richten op het kogelslingeren.
Hein won op de Olympische Spelen van 1936 in Berlijn de gouden medaille bij het kogelslingeren (52,13 - 52,44 - ongeldig - 54,70 - 54,85 - 56,49). Een jaar later won hij de open-Britse kampioenschappen met 55,85 m.
In 1938 was hij eveneens succesvol. Op 21 augustus 1938 verbeterde hij het wereldrecord kogelslingeren tot 58,24 m. Dit record hield slechts zes dagen stand totdat het opnieuw werd verbeterd door zijn landgenoot Erwin Blask tot 59,00 m. Hein nam wraak door op de Europese kampioenschappen atletiek later dat jaar in Parijs met de hoogste eer te strijken. Hij won de wedstrijd met een persoonlijk record van 58,77 en bleef hiermee zijn landgenoot en wereldrecordhouder Erwin Blask (57,34) voor.
In zijn actieve tijd was Hein aangesloten bij St. Georg Hamburg en trainde onder leiding van Sepp Christmann.

## Titels
- Olympisch kampioen kogelslingeren - 1936
- Europees kampioen kogelslingeren - 1938
- Duits kampioen kogelslingeren - 1936, 1937, 1938, 1946, 1947

## Persoonlijk record
| Onderdeel      | Prestatie | Datum            | Plaats    |
| -------------- | --------- | ---------------- | --------- |
| kogelslingeren | 58,77 m   | 21 augustus 1938 | Osnabrück |

## Palmares

### kogelslingeren
- 1936:  OS - 56,49 m
- 1938:  EK - 58,77 m